# 蝙蝠俠：緘默 (電影)
《蝙蝠俠：緘默》（英語：Batman: Hush）是一部於2019年上映的美國超級英雄動畫電影，由賈斯汀·科普蘭執導。

## 劇情
蝙蝠俠在拯救一個被貝恩綁架的男孩後，刺客聯盟的西瓦女士現身告知有個神祕入侵者使用了拉撒路之池並詢問蝙蝠俠是否知曉任何關於這件事的情報。在蝙蝠俠與西瓦女士對話完後，貓女將贖金給偷走。正當蝙蝠俠在追逐貓女時，他的攀牆繩索被一個神秘人用槍射斷，並摔到地面上，導致嚴重顱骨碎裂。他因此差點被一群罪犯所殺，幸好被及時返回的貓女所救。蝙蝠俠的管家阿福遵循著主人的意思找來了布魯斯‧韋恩的兒時好友，湯馬斯‧艾略特，一位知名的腦科手術醫生。艾略特醫生移除了布魯斯大腦裡的碎骨。蝙蝠俠開始慢慢康復並發現是毒藤女利用貓女來偷贖金，貓女將贖金交毒藤女之後，毒藤女將其全數占為己有。貓女對於毒藤女控制了她這點感到非常憤怒，於是在事後再度回到毒藤女的據點，卻被逃獄出來尋找贖金的貝恩攻擊，蝙蝠俠出現並拯救了貓女，兩人之間開始曖昧，之後他們便一起合作想要找到毒藤女。
蝙蝠俠跟貓女為了追尋毒藤女便循著線索到了大都會。此時，他們發現超人已經被毒藤女所控制，並且命令鋼鐵英雄殺死蝙蝠俠。然而，蝙蝠俠清楚超人的內心深處是個好人，便引誘超人到地下道並騙他已經開啟煤氣總管道以禁止超人使用熱雷射。並且以氪石指虎對付超人來拖延時間。就在蝙蝠俠拖延超人的同時，貓女讓露薏絲·蓮恩從星球日報大樓墜樓。此舉讓超人掙脫了毒藤女的控制，並拯救了露易絲，後超人和蝙蝠俠抓住了毒藤女，毒藤女透漏神秘人自稱為緘默。
回到高譚市後，布魯斯‧韋恩前去赴瑟琳娜‧凱爾的約會，與此同時在小丑的據點中緘默綁走了小丑並威脅哈莉·奎茵為他做事。之後布魯斯‧韋恩、瑟琳娜‧凱爾以及艾略特醫生去欣賞了歌劇「丑角」，在演出中哈莉·奎茵出現並試圖槍擊在場的觀眾，在緊接著發生的蝙蝠俠與哈莉·奎茵的追逐中，蝙蝠俠在小巷中發現艾略特醫生不幸的被射殺，而小丑就在旁邊。憤怒的蝙蝠俠不停的毆打小丑。但在警察局局長詹姆斯·高登 出現勸說後，蝙蝠俠便停手了。
在阻止了謎語人的運鈔車搶案後，蝙蝠俠發現有個滿臉繃帶的男子在大樓的窗邊看著他，原來其正是緘默。緘默利用鏡子躲避著蝙蝠俠的攻擊，並告訴蝙蝠俠他將會一個一個的殺了他的朋友。在擔心貓女也遇害的情況下，蝙蝠俠到貓女的住處找她並告訴了她他的真實身分，兩人一陣纏綿後蝙蝠俠將貓女帶到了蝙蝠洞，之後兩人開始同居。
兩人同居後貓女便跟著蝙蝠俠一起打擊犯罪。在一次早餐時，蝙蝠俠接到高登局長的電話告知艾略特醫生的診所被人闖入，於是蝙蝠俠便前往調查。與此同時貓女也同夜翼一起出去巡邏，期間夜翼接到消息有人闖入高譚公墓，在抵達高譚公墓後發現艾略特醫生的墳墓被挖開棺材消失不見，之後稻草人出現並襲擊了兩人。在打倒稻草人後夜翼由於吸入稻草人的恐懼氣體因此先行回到蝙蝠洞治療，而貓女則留下來處理稻草人，但之後一道黑影襲擊了貓女。
在故事的尾聲，蝙蝠俠發現一切事件的主謀其實是謎語人。他用了拉撒路之池治癒了自己的癌症，而他在拉撒路之池中這段時間，他推敲出蝙蝠俠的真實身分就是布魯斯‧韋恩。

## 角色
- 傑森·歐瑪拉 配音 「蝙蝠俠」布魯斯·韋恩（「Batman」Bruce Wayne）[1]
- 珍妮佛·莫里遜 配音 「貓女」賽琳娜·凱爾（「Catwoman」Selina Kyle）[1]

## 製作
該片的消息於2018年7月宣布，主要配音員名單則在2019年3月釋出。

## 發行
該片於2019年7月19日在聖地牙哥國際動漫展上首映。數位版於同年7月20日發行，而4K UHD Blu-ray、Blu-ray和DVD則在8月6日發售。

## 評價
評論匯總網站爛番茄根據收集來的15篇影評，給予該片88%的好評。

## 外部連結
- 互联网电影数据库（IMDb）上《Batman: Hush》的资料（英文）